# 송용고
송용고(宋龍高, 1926년 12월 23일 ~ 1958년 5월 20일)는 대한민국의 군인 겸 정치인이며 예비역 육군 소령 출신인데 그는 생전에 미혼 독신이었다.

## 일생

### 주요 이력
1926년 12월 23일 경상남도 울산에서 송평(宋平)이라는 이름으로 출생하였고 지난날 한때 경기도 개성에서 잠시 유아기를 보낸 적이 있으며 그 후 경성부에서 잠시 유년기를 보낸 적이 있는 그는 친조부(親祖父)의 권유를 따라 네 살 시절이던 1929년 12월 26일을 기하여 송용고(宋龍高)라는 이름으로 개명(改名)하였고 훗날 울산고등농림학교를 나온 그는 1945년 11월 1일에서부터 1948년 3월 16일까지 경기도 양주 장흥국민학교 급사 등을 잠시 지냈는데 그 와중이던 1947년 당시 경기 양주 장흥국교라는 그곳에서 잠시 교사였던 허태영(許泰榮)이라는 훗날의 동지를 처음으로 만났으며 아울러 3년 남짓 경기도 양주 장흥국민학교 급사 등을 지내다가 결국 그만두고 이듬해 1949년 대한민국 육군사관학교 정훈 1기로 임관하였으며 그 후 보·포병학교를 나왔고 한국 전쟁에도 참전한 그는 1954년 10월 16일을 기하여 육군 소령 예편하였다.

### 1956년 1월 30일 김창룡 장군 암살 사건과 그 후
육군 제2군사령관 강문봉(姜文奉) 장군의 배후와 허태영(許泰榮) 육군 대령 등의 중요 임무 종사로써 1956년 1월 30일을 기하여 결국엔 육군 특무부대장 김창룡(金昌龍) 장군을 사살하는 데에 신초식(申初湜) 예비역 육군 중령과 함께 동참하는 등 이른바 "김창룡 장군 암살 사건"을 중요 임무 종사 방조하여 군사재판(군법회의)에 기소되었고 결국 민간 형사재판 끝에 사형이 선고되었으며 김홍섭(金洪燮) 판사의 권유를 받아 옥중에서 개신교를 이탈하고 천주교로 개종을 하였고 1957년 9월 24일을 기하여 10년지기 동지 허태영(許泰榮) 예비역 육군 대령의 총살형 집행 소식을 접한지 4일이 지난 1957년 9월 28일, 옥중에서 자살 기도하였으나 미수에 그쳤으며 김홍섭(金洪燮) 판사의 통렬한 설득을 받은 후 옥중 신앙 생활에만 전념하던 중 결국 1958년 5월 20일을 기하여 옛 동지 신초식(申初湜) 예비역 육군 중령과 함께 사형(교수형)이 집행되었다.

### 학력
- 경상남도 울산고등농림학교
- 대한민국 육군사관학교 정훈1기
- 대한민국 육군보병학교
- 대한민국 육군포병학교